# Syndrome de Stauffer
Pour les articles homonymes, voir Stauffer.
 Mise en garde médicale
Le syndrome de Stauffer est un syndrome paranéoplasique rare caractérisé par une hépatomégalie et une cholestase intrahépatique anictérique, sans métastases hépatiques décelables, dont l'origine est habituellement une tumeur rénale maligne,. Cette choléstase paranéoplasique régresse après l'exérèse de la tumeur primitive. On retrouve ce syndrome dans environ 12 % des adénocarcinomes du rein.
Ce syndrome a été décrit pour la première fois par Stauffer en 1961.